# Roger Queugnet
Roger Queugnet, né le 28 mai 1923 à Rouen (Seine-Maritime) et mort le 17 novembre 2020 au Chesnay (Yvelines), est un coureur cycliste français, professionnel de 1948 à 1956.
Il fut également coureur sur piste en demi-fond, discipline dans laquelle, il a notamment été champion de France et d'Europe.

## Palmarès sur route

### Palmarès amateur
- 1946
  - Trophée Peugeot[2]
  - Paris-Troyes
  - Grand Prix de Troyes[2]
  - 2e du Derby de Saint-Cloud
  - 2e du Grand Prix du CV 19e
  - 3e du Tour du Calvados
  - 3e du championnat d'Île-de-France
- 1947
  - Paris-Évreux
  - Grand Prix de Saint-Denis[2]
  - Grand Prix de Boulogne-Billancourt[2]
  - Circuit de Monthey[2]
  - Circuit d'Annemasse[2]
  - Tour du Canton de Genève

### Palmarès professionnel
- 1948
  - Grand Prix de l'Écho d'Alger
  - 2e du Critérium du Centre
- 1950
  - 6e de Paris-Bruxelles
  - 6e de Paris-Tours

### Résultats sur le Tour de France
2 participations
- 1950 : éliminé (18e étape)
- 1951 : hors délai (7e étape)

## Palmarès sur piste

### Championnats du monde
- Zurich 1953
  -  Médaillé d'argent du demi-fond
- Cologne 1954
  - 5e du demi-fond
- Milan 1955
  - 5e du demi-fond

### Championnats d'Europe
- 1953
  -  Champion d'Europe de demi-fond

### Championnats de France
- 1953
  - 2e du demi-fond
- 1954
  -  Champion de France de demi-fond

### Championnats régionaux
- 1947
  - Champion d'Île-de-France de poursuite